# Thysanostemon fanshawei
Thysanostemon fanshawei är en tvåhjärtbladig växtart som beskrevs av Bassett Maguire. Thysanostemon fanshawei ingår i släktet Thysanostemon och familjen Clusiaceae. Inga underarter finns listade i Catalogue of Life.